# 1523 Pieksämäki
1523 Pieksämäki eller 1939 BC är en asteroid upptäckt den 18 januari 1939 av den finske astronomen Yrjö Väisälä vid Storheikkilä observatorium. Asteroiden har fått sitt namn efter staden Pieksämäki i Finland.